# Liste der Stolpersteine in der Region Nouvelle-Aquitaine

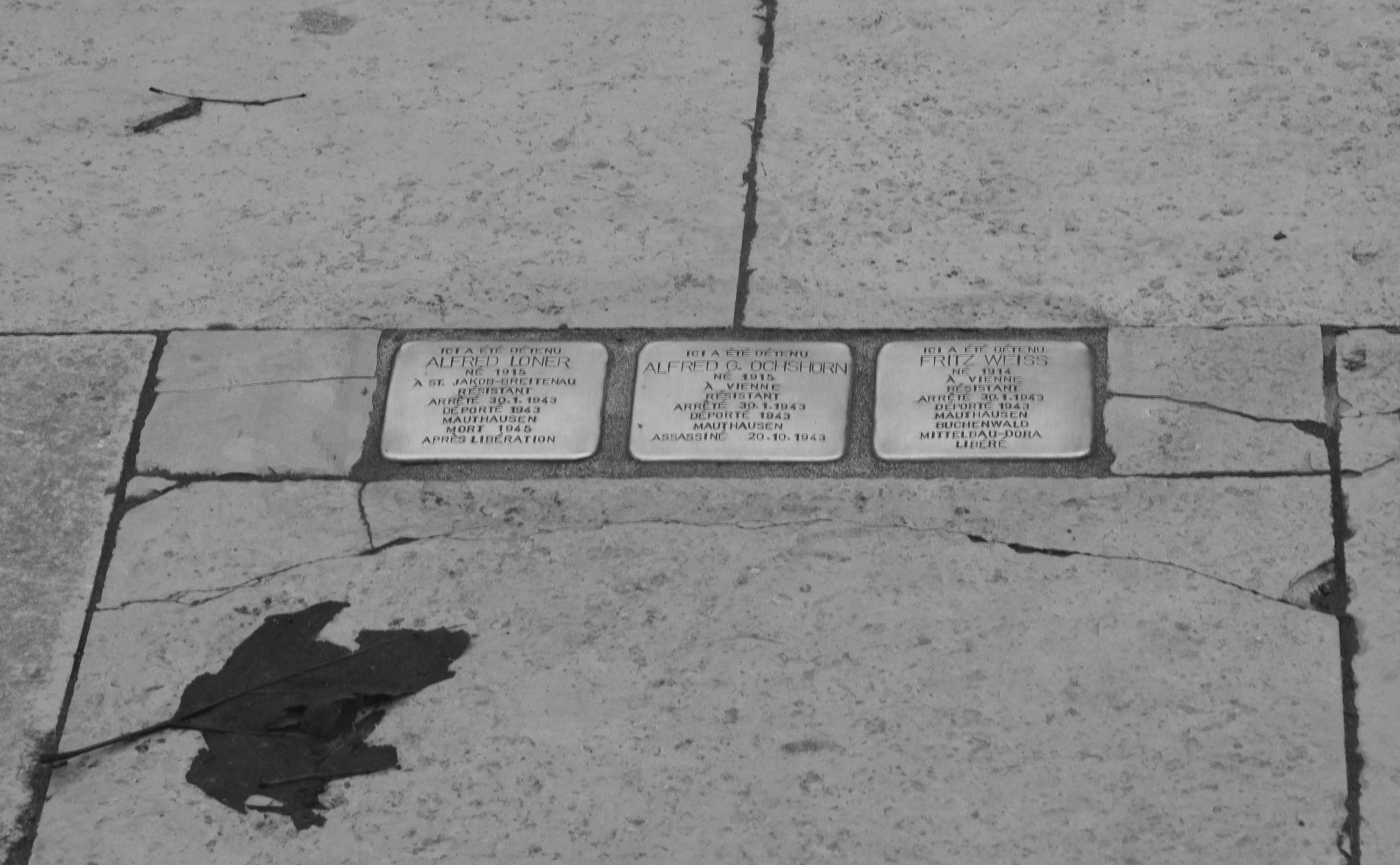
Stolpersteine in Bordeaux

Die Liste der Stolpersteine in der Region Nouvelle-Aquitaine enthält die Stolpersteine in der französischen Region Nouvelle-Aquitaine. Sie erinnern an das Schicksal der Menschen, die während der deutschen Besetzung Frankreichs im Zweiten Weltkrieg ermordet, deportiert, vertrieben oder in den Suizid getrieben wurden. Die Stolpersteine wurden von Gunter Demnig verlegt. Sie liegen im Regelfall vor dem letzten selbst gewählten Wohnsitz des Opfers. Eine Ausnahme stellen die Stolpersteine für getötete Kriegsgefangene dar, sie liegen vor dem jeweiligen Gefallenendenkmal ihres Heimatortes.
Die ersten Verlegungen in der Region erfolgten in den Gemeinden Cartelègue, Coux und La Brède am 24. August 2015.

## Opfergruppen
Die Stolpersteine der Region Nouvelle-Aquitaine decken ein breites Spektrum an Opfergruppen ab. Sie berücksichtigen eine fünfköpfige jüdische Familie, ermordet im Rahmen des Holocaust, ein Ehepaar, das der Résistance angehörte, drei österreichische Spanienkämpfer, die sich ebenfalls dem französischen Widerstand angeschlossen hatten, und vier Kriegsgefangene, die in Deutschland Zwangsarbeit verrichten mussten und dort getötet wurden.
Der Südwesten des Landes wurde zunächst von der 7. Armee unter General Friedrich Dollmann besetzt, ab Mai 1942 von der 1. Armee unter General Johannes Blaskowitz.
Am 21. September 1942 erschossen die deutschen Besatzer im Camp de Souge siebzig französische Widerstandskämpfer. Unter den Opfern war auch der kommunistische Funktionär Raymond Rabeaux, für den Gunter Demnig einen Stolperstein in Bègles verlegte.

## Verlegte Stolpersteine
Die Tabellen sind teilweise sortierbar; die Grundsortierung erfolgt alphabetisch nach dem Familiennamen.

### Bègles
In Bègles wurden zwei Stolpersteine an einer Adresse verlegt.
| Stolperstein | Übersetzung | Verlegeort                  | Name, Leben |
| ------------ | --- | --------------------------- | --- |
|              | HIER WOHNTE PAULA RABEAUX GEB. TRAPY 1911 WIDERSTANDSKÄMPFERIN VERHAFTET 1942 INTERNIERT IM FORT DU HÂ DEPORTIERT 1943 AUSCHWITZ ERMORDET 15.3.1943 | 75 Rue du Maréchal Joffre · | Paula Rabeaux wurde am 17. März 1911 als Paula Trapy in Saumur im Département Maine-et-Loire geboren. Sie war die dritte von sechs Geschwistern. 1918 zog die Familie um nach La Rochelle im Département Charente-Maritime. Paula absolvierte die Pflichtschule und arbeitete danach zuerst in einer Apotheke, später in einer Schmuckfabrik. 1931 heiratete sie Raymond Rabeaux, einen Klempner, Schwimmer und Kommunisten. 1932 kam der gemeinsame Sohn Jack zur Welt, 1939 die gemeinsame Tochter, die jedoch bereits im Alter von sieben Monaten verstarb. Das Ehepaar war eng befreundet mit anderen kommunistischen Paaren, die ebenfalls gerne Sport betrieben. Nach der Machtübernahme des NS-Regimes in Frankreich, schlossen sich die Eheleute der Résistance an. Raymond Rabeaux bekam die Verantwortung für die Regionen Nantes und La Rochelle übertragen. Aus Gründen der Sicherheit übersiedelte die Familie nach Bègles, wo weiterhin Flugblätter und Aufklärungsschriften produziert sowie Waffen und Munition für die bewaffneten Kämpfer bereitgestellt wurden. Aufgrund einer Denunziation wurde Raymond Rabeaux gemäß der Zeitzeugin Charlotte Delbo am 6. August 1942, nach Recherchen des Comité des fusillés du camp de Souge, die sich auf eine Polizeiakte stützen, am 30. Juli 1942 verhaftet. Am 21. September 1942 wurde er vom NS-Regime, gemeinsam mit 69 weiteren Widerstandskämpfern, hingerichtet. Am 6. August 1942 wurde auch Paula Rabeaux von der französischen Gendarmerie verhaftet. Der Sohn Jack befand sich damals bei Paulas Schwester auf Urlaub und konnte in der Folge das NS-Regime überleben. Auch Paula Rabeaux wurde, wie ihr Ehemann, im Château du Hâ interniert, später im Internierungslager von Romainville. Als die französischen Widerstandskämpferinnen, unter ihnen Paula Rabeaux, am 27. Januar 1943 im Frauenlager des KZ Auschwitz-Birkenau ankamen, sollen sie die Marseillaise gesungen haben. Auf Paulas linkem Unterarm wurde die Nummer 31725 eintätowiert, ihre drei Registrierungsfotos vom 3. Februar 1943 sind erhalten. Nach grausamen Misshandlungen war ihre Zunge so geschwollen, dass sie bald weder essen, noch atmen konnte. Sie wurde in das Krankenrevier überstellte und verstarb am 13. oder 15. März 1943. Félicienne Bierge, eine der Widerstandskämpferinnen, blieb bis zum Ende bei ihr. |
|              | HIER WOHNTE RAYMOND RABEAUX GEB. 1911 WIDERSTANDSKÄMPFER VERHAFTET 1942 INTERNIERT IM FORT DU HÂ FÜSILIERT 21.9.1942 CAMP DE SOUGE                  | 75 Rue du Maréchal Joffre · | Raymond Rabeaux wurde am 15. September 1911 in Chinon im Département Indre-et-Loire geboren. Er arbeitete bis 1938 als Klempner für die Union Française in La Pallice, betrieb viel Sport und engagierte sich für die Gewerkschaft und die Kommunistische Partei (PCF). Er war der erste Schwimmer, der die Strecke zur Île de Ré und zurück bewältigte. Er heiratete 1931 Paula, geborene Trapy. Das Paar hatte zwei Kinder: Sohn Jacky, geboren 1932, und 1939 wurde eine Tochter geboren, die jedoch im Alter von sieben Monaten verstarb. Rabeaux wurde Sekretär der PCF von La Rochelle und organisierte nach der Machtübernahme des NS-Regimes den Widerstand in der Region. Aufgrund des Verfolgungsdrucks zog er mit seiner Familie nach Bègles, wo er im Haus 75 rue du Maréchal Joffre wohnte. Er wurde zum Propagandaleiter für die Südwest-Region ernannt, kümmerte sich um Flugschriften und Aufklärung der Arbeiter, versorgte aber auch den militärischen Arm der Résistance, die Francs-tireurs et partisans (FTPF), mit Waffen. Raymond Rabeaux wurde nach Quellenlage entweder am 30. Juli oder 6. August 1942 verhaftet und am 21. September 1942 im Camp de Souge erschossen. |

### Bordeaux
In Bordeaux wurden 21 Stolpersteine an neun Adressen verlegt.
| Stolperstein | Übersetzung | Verlegeort                | Name, Leben |
| --- | --- | ------------------------- | --- |
| | | 28 rue des Etuves         | Antoinette Alisvaks |
| | | 28 rue des Etuves         | Hirsch Alisvaks |
| | HIER WOHNTE ABRAHAM BAUMGART GEBOREN 1898 IN TOMASZÓW M. INTERNIERT 1940 CAMP DE LA LANDE DEPORTIERT 20.7.1942 AUSCHWITZ ERMORDET 1.12.1942                                 | 4 Place Saint Pierre ·    | Abraham Baumgart wurde am 17. Juni 1898 in Tomaszów Mazowiecki geboren. Seine Eltern waren Moses Baumgart und Feiga, geborene Charnes. Nach Angaben in Find a Grave heiratete er Chana Kociolek, geborene Jawic, die einen Sohn in diese Ehe mitbrachte: Léon Henri Kociolek (geboren 1930 in Straßburg). Das Paar hatte zwei gemeinsame Söhne, beide in Straßburg geboren: Bernard (1933) und Roland (1936). Die Familie wurde 1940 in das Camp de la Lande de Monts deportiert, 1942 getrennt. Abraham Baumgart und seine Frau wurden am 20. Juli 1942 mit dem Konvoi No. 8 in das Konzentrationslager Auschwitz deportiert, wo beide ermordet wurden. Yad Vashem gibt als Todestag den 1. Dezember 1942 an. Auch die drei Söhne der Familie wurden nach Auschwitz deportiert, jedoch erst zwei Monate später, am 23. September 1942 mit dem Konvoi No. 36. Auch sie wurden ermordet. Kein Mitglied der Familie Baumgart hat die Shoah überlebt. |
| | HIER WOHNTE BERNARD BAUMGART GEBOREN 1933 IN STRASSBURG INTERNIERT 1940 CAMP DE LA LANDE DEPORTIERT 23.9.1942 AUSCHWITZ ERMORDET 28.9.1942                                  | 4 Place Saint Pierre ·    | Bernard Baumgart wurde im Dezember 1933 in Straßburg geboren. Er war der ältere Sohn von Abraham und Chana Baumgart, hatte einen um 3 Jahre älteren Halbbruder und einen um 3 Jahre jüngeren Bruder. Die Familie wohnte am Place Saint-Pierre von Bordeaux. Nach der Verhaftung wurde die Familie ins Camp de la Lande de Monts verschleppt. Am 20. Juli 1942 wurden die Eltern in das Konzentrationslager Auschwitz deportiert und dort ermordet. Am 23. September 1942 wurden schließlich auch die drei Söhne nach Auschwitz deportiert und dort ermordet. |
| | HIER WOHNTE CHANA BAUMGART GEBORENE JAWIC 1901 IN LÓDZ INTERNIERT 1940 CAMP DE LA LANDE DEPORTIERT 20.7.1942 AUSCHWITZ ERMORDET                                             | 4 Place Saint Pierre ·    | Chana Baumgart, geborene Jawic wurde am 25. Mai 1901 in Łódź, Polen, geboren. Sie heiratete Abraham Baumgart (siehe oben) und brachte einen Sohn aus einer früheren Verbindung in die Ehe mit. Chana und Abraham Baumgart hatten zwei gemeinsame Söhne. Die ganze Familie wurde 1940 zuerst in das Camp de la Lande de Monts deportiert, dann 1942 getrennt und schließlich vom Nazi-Regime ausgelöscht. Ehemann und Ehefrau wurden am 20. Juli 1942 mit dem Konvoi 8 in das Konzentrationslager Auschwitz deportiert, wo sie ermordet wurden. Die drei Söhne wurden ebenfalls nach Auschwitz deportiert, allerdings erst zwei Monate später, am 23. September 1942 mit dem Konvoi 36. Auch sie wurden ermordet. |
| | HIER WOHNTE ROLAND BAUMGART GEBOREN 1936 IN STRASSBURG INTERNIERT 1940 CAMP DE LA LANDE DEPORTIERT 23.9.1942 AUSCHWITZ ERMORDET 28.9.1942                                   | 4 Place Saint Pierre ·    | Roland Baumgart wurde am 30. September 1936 in Straßburg geboren, als jüngster Sohn von Abraham und Chana Baumgart. Er hatte einen älteren Bruder und einen älteren Halbbruder. Die Familie wohnte am Place Saint-Pierre von Bordeaux. Nach der Verhaftung wurde die gesamte Familie ins Camp de la Lande de Monts verschleppt. Am 20. Juli 1942 wurden die Eltern in das Konzentrationslager Auschwitz deportiert, am 23. September 1942 schließlich auch die drei Söhne. Alle fünf Familienmitglieder wurden dort ermordet. |
| | | 29 rue Emile Fourcand     | Joseph Benzacar |
| | | 29 rue Emile Fourcand     | Juliette Esther Benzacar |
| | HIER WOHNTE GINETTE BORRUEL GEBOREN 1937 VERHAFTET 10.1.1944 INTERNIERT IN DRANCY DEPORTIERT AUSCHWITZ ERMORDET 20.1.1944                                                   | 13 Impasse Forestier      | Ginette Borruel (1937–1944) |
| | HIER WOHNTE MARCELLE BORRUEL GEBOREN 1928 VERHAFTET 10.1.1944 INTERNIERT IN DRANCY DEPORTIERT AUSCHWITZ ERMORDET 20.1.1944                                                  | 13 Impasse Forestier      | Marcelle Borruel (1928–1944) |
| | HIER WOHNTE AARON CYRULNIK GEBOREN 1911 VERHAFTET 15.7.1942 INTERNIERT IN DRANCY DEPORTIERT 1943 AUSCHWITZ ERMORDET                                                         | 60 Rue de la Rouselle ·   | Aaron Cyrulnik (1911–1943/45) |
| | HIER WOHNTE NADIA CYRULNIK GEBOREN 1911 VERHAFTET 15.7.1942 INTERNIERT IN DRANCY DEPORTIERT 1943 AUSCHWITZ ERMORDET                                                         | 60 Rue de la Rouselle ·   | Estera Cyrulnik (1911–1943/45) |
| | HIER WOHNTE BERTHE KATZ GEBOREN 1904 VERHAFTET JULI 1942 INTERNIERT IN DRANCY DEPORTIERT AUSCHWITZ ERMORDET 19.7.1942                                                       | 48 Rue Ausone ·           | Berthe Katz (1904–1942) |
| | HIER WOHNTE MARTIN KATZ GEBOREN 1896 VERHAFTET 23.3.1943 INTERNIERT IN DRANCY DEPORTIERT 1944 SOBIBOR ERMORDET 25.3.1944                                                    | 48 Rue Ausone ·           | Martin Katz (1896–1944) |
| | HIER WOHNTE LÉON HENRI KOCIOLEK GEBOREN 1930 IN STRASSBURG INTERNIERT 1940 CAMP DE LA LANDE DEPORTIERT 23.9.1942 AUSCHWITZ ERMORDET                                         | 4 Place Saint Pierre ·    | Léon Henri Kociolek wurde am 31. März 1930 in Straßburg geboren. Seine Eltern waren Chana, geborene Jawic (siehe oben) und Berk Kociolek (geb. 1904 in Mińsk Mazowiecki). Sein Vater soll Kaufmann gewesen und kurz nach der Geburt des Sohnes gestorben sein. In der Folge heiratete seine Mutter den Schneider Abraham Baumgart (siehe oben) und hatte mit ihm zwei weitere Söhne: Bernard (geb. 1933) und Roland (geb. 1936). Der Junge wurde von Mutter und Stiefvater versorgt und erzogen. Wann die Familie nach Bordeaux übersiedelte, ist nicht bekannt. Ein Familienfoto aus dem Jahr 1938 wurde noch in Straßburg aufgenommen. Ende 1940 wurden Léon Henri Kociolek, seine Mutter, sein Stiefvater und seine Geschwister verhaftet und interniert. Ende 1940 wurde die ganze Familie verhaftet und ins Camp de la Lande de Monts verschleppt. Am 20. Juli 1942 wurden die Eltern in das Konzentrationslager Auschwitz deportiert und in der Folge dort ermordet. Gemeinsam mit seinen Halbbrüdern wurde auch Léon Henri Kociolek am 23. September 1942 mit dem Konvoi No. 36 nach Auschwitz deportiert und dort ermordet. |
| | HIER WURDE VERHAFTET ALFRED LONER GEBOREN 1915 IN ST. JAKOB-BREITEAU WIDERSTANDSKÄMPFER VERHAFTET AM 30.1.1943 DEPORTIERT 1943 MAUTHAUSEN GESTORBEN 1945 NACH DER BEFREIUNG | 30 Rue des Frères Bonie · | Alfred Loner wurde am 31. März 1915 in St. Jakob-Breitenau (Steiermark) geboren. Er war Schlosser und ledig. Im November 1936 ging er gemeinsam mit dem Grazer Wilhelm Döring (geboren am 29. Februar 1912) nach Spanien. Die beiden schlossen sich der XI. Internationalen Brigade im Spanischen Bürgerkrieg an. Am 26. Juli 1937 fiel Döring bei Brunete. Loner konnte überleben. 1939 war er in den Lagern Saint-Cyprien und Gurs interniert. Zusammen mit seiner Lebensgefährtin Hilde Cahn, einer Berliner Kommunistin, betätigte er sich in der Résistance. Im Januar 1943 wurde er nahe Bordeaux, ebenso wie Alfred G. Ochshorn und Fritz Weiss, verhaftet. Die drei Widerstandskämpfer wurden in das KZ Mauthausen deportiert. Alfred Loner ist 1945, nach der Befreiung von Mauthausen, auf der Heimreise in die Steiermark laut Angabe des DÖW ums Leben gekommen. Einem Brief von Hilde Cahn an das Zentralkomitee der SED zufolge sei jedoch der Wagen, mit dem Loner gemeinsam mit zwei weiteren Österreichern auf den Weg nach Wien war, von einem Kommando der Roten Armee beschlagnahmt worden. Loner sei schließlich von einer weiteren Patrouille verhaftet worden und verschwand spurlos. Die KPÖ startete eine öffentliche Suche per Radio, diese blieb erfolglos. 1953 gab Cahn an, dass ihr Mann in Mauthausen ermordet worden sei.                                                                  |
| | HIER WOHNTE ANDRÉ MURRATE GEBOREN 1909 VERHAFTET 10.1.1944 INTERNIERT IN DRANCY DEPORTIERT AUSCHWITZ ERMORDET 3.2.1944                                                      | 5 rue Louis Mie ·         | André Murrate (1909–1944) |
| | HIER WOHNTE BERTHE MURRATE GEBOREN 1908 VERHAFTET 10.1.1942 INTERNIERT IN DRANCY DEPORTIERT 1944 AUSCHWITZ BEFREIT                                                          | 5 rue Louis Mie ·         | Berthe Murrate (1908–) |
| | HIER WURDE VERHAFTET ALFRED G. OCHSHORN GEBOREN 1915 IN WIEN WIDERSTANDSKÄMPFER VERHAFTET AM 30.1.1943 DEPORTIERT 1943 MAUTHAUSEN ERMORDET AM 20.10.1943                    | 30 Rue des Frères Bonie · | Alfred Gottfried Ochshorn wurde am 6. April 1915 in Wien geboren. Er war Student, ledig und Mitglied der KPÖ. Nach der Matura ging er nach Frankreich. Im Januar 1937 schloss er sich der XI. Internationalen Brigade im Spanischen Bürgerkrieg an und wurde Sergeant. Bei Radio Madrid wirkte er als Sprecher. 1939 war er im Camp de Gurs interniert. Er flüchtete über Brüssel nach Bordeaux und war an der Herstellung illegaler Flugschriften, die sich an deutsche Soldaten richtete, beteiligt. Ab 1942 ließ er sich unter falschem Namen als Dolmetscher bei der deutschen Kriegsmarine in Bordeaux einschleusen. Am 30. Januar 1943 wurde er gemeinsam mit Fritz Weiss und Alfred Boner in Bordeaux von Zivilbeamten der Feldgendarmerie verhaftet. Ein Spitzel hatte sie verraten. Über die Lager Château du Hâ, Romainville und Saarbrücken war er ab Mai 1943 im Konzentrationslager Mauthausen interniert. Am 20. Oktober 1943 wurde er laut des Totenbuchs des KZ Mauthausen als der NN-franz. Jude Max Ochshorn von dem damals 17-jährigen SS-Mann Martin Bartesch auf der Flucht erschossen. Max hieß sein Bruder. Den Namen hatte Ochshorn zur Tarnung seiner Widerstandstätigkeit in Frankreich angenommen. Am Haus Haidgasse 2 in Wien-Leopoldstadt wurde 1987 eine Steintafel mit Reliefporträt in memoriam Alfred Ochshorn angebracht. Tafel und Porträt hatte der Bildhauer Denes Dembitz gestaltet. |
| Bild gesucht Der Benutzer GeorgDerReisende ( Diskussion ) wünscht sich an dieser Stelle ein Bild vom Ort mit diesen Koordinaten 44.872454 -0.546891 . Motiv: 199 Rue Achard: le stolperstein pour Sabatino Schinazi, le situation et la maison Falls du dabei helfen möchtest, erklärt die Anleitung , wie das geht. BW | DOCTEUR SABATINO SCHINAZI | 199 Rue Achard ·          | Sabatino Schinazi |
| | HIER WURDE VERHAFTET FRITZ WEISS GEBOREN 1914 IN WIEN WIDERSTANDSKÄMPFER VERHAFTET AM 30.1.1943 DEPORTIERT 1943 MAUTHAUSEN BUCHENWALD MITTELBAU-DORA BEFREIT                | 30 Rue des Frères Bonie · | Fritz Weiss wurde am 21. September 1914 in Wien geboren. Er war Buchbinder, ledig und Mitglied der KPÖ. Im Dezember 1936 ging er nach Spanien und kämpfte auf der republikanischen Seite im Spanischen Bürgerkrieg. 1939 war er in den Lagern von Saint-Cyprien, Gurs und Argelès-sur-Mer interniert. Es gelang ihm die Flucht. Er ging nach Toulouse und schloss sich der Résistance an. Im Juni 1942 wurde er, unter dem Tarnnamen Theodor Bobec, nach Bordeaux geschickt. Er arbeitete als Dolmetscher bei der Deutschen Luftwaffe, wurde jedoch im Januar 1943 verhaftet. Wie auch Alfred Ochshorn und Alfred Loner wurde er von einem Spitzel denunziert. Danach war er im Fort du Hâ und im Fort de Romainville inhaftiert. Er wurde in das KZ Mauthausen deportiert, wo er von August bis Oktober 1943 blieb. Es folgte die Überstellung in das KZ Buchenwald, später in das KZ Mittelbau-Dora. Weiss gab während der Verhöre und der Haft seine wahre Identität nie preis. Nach der Befreiung Deutschlands und Österreichs kehrte er nach Wien zurück. Er war als Tankstellenpächter und Büroangestellter tätig und starb am 24. Oktober 1998 in Wien. |

### La Brède
In La Brède wurden fünf Stolpersteine an fünf Adressen verlegt.
| Stolperstein | Übersetzung | Verlegeort                               | Name, Leben |
| ------------ | --- | ---------------------------------------- | --- |
|              | HIER WOHNTE JEAN BAILLET GEBOREN 1920 ZWANGSARBEITER ORGANISATION TODT TOT 18.8.1944 OBERHAUSEN                                                                                            | 1, Chemin d'Avignon La Brède             | Jean Baillet (1920–1944) |
|              | HIER WOHNTE JEAN CAZAUVIELH GEBOREN 1920 VERHAFTET JAN. 1944 IM WIDERSTAND VERHAFTET 15.4.1941 INTERNIERT COMPIEGNE DEPORTIERT AUSCHWITZ, BUCHENWALD FLOSSENBÜRG ERMORDET 27.12.1944 FLOHA | 26, Avenue de l'Esprit des Lois La Brède | Jean Cazauvieilh (1920–1944) |
|              | HIER WOHNTE JEAN RENE LASSERRE GEBOREN 1915 KRIEGSGEFANGENER FALLINGBOSTEL TOT 15.2.1945                                                                                                   | 4B, Avenue Charles de Gaulle La Brède    | Jean-René Lasserre (1915–1944) |
|              | HIER WOHNTE FERNAND MATHIEU LASPERCHES GEB. 1905 KRIEGSGEFANGENER GESTORBEN AN DEN FOLGEN DER HAFT 30.8.1942 HAMMELBURG                                                                    | Place du Devoir de Mémoire · La Brède ·  | Fernand Mathieu Lasperches wurde am 30. Juli 1905 in La Brède geboren. Er war Soldat im 619. Pionierregiment und starb am 30. August 1942 in deutscher Kriegsgefangenschaft in einem Kriegsgefangenenlager bei Hammelburg. Als Todesursache wurde Tuberkulose angegeben. |
|              | HIER WOHNTE JEAN SUDRAT GEBOREN 1909 KRIEGSGEFANGENER BAD SULZA HEIMGEKEHRT 25.9.1941 GESTORBEN 25.3.1945 CAMBO-LES-BAINS                                                                  | 11, rue Latapie La Brède                 | Jean Sudrat (1909–1945) |

### Cartelègue
In Cartelègue wurde ein Stolperstein verlegt.
| Stolperstein | Übersetzung                                                                                          | Verlegeort                 | Name, Leben |
| ------------ | --- | -------------------------- | --- |
|              | HIER WOHNTE JEAN LEGER GEB. 1914 KRIEGSGEFANGENER GESTORBEN AN DEN FOLGEN DER HAFT 8.1.1945 SULZDORF | 14 rue des Quatre Lieues · | Jean Leger wurde am 17. Juli 1914 in Cartelègue geboren. Er war Soldat beim 57. Infanterieregiment und starb am 8. Januar 1945 in deutscher Kriegsgefangenschaft in Sulzdorf. Als Todesursache wurde Embolie angegeben. |

### Coux
In Coux wurde ein Stolperstein verlegt.
| Stolperstein | Übersetzung                                                                             | Verlegeort       | Name, Leben |
| ------------ | --------------------------------------------------------------------------------------- | ---------------- | --- |
|              | HIER WOHNTE FERDINAND RAPITEAU GEB. 1905 KRIEGSGEFANGENER ERMORDET AM 19.7.1941 BAMBERG | 2 Cité Bel air · | Ferdinand Rapiteau wurde am 12. Januar 1905 in Saint-Hilaire-de-Talmont in der Vendée geboren. Er war der Sohn von Aimé Rapiteau, seine Mutter war eine geborene Charrieau. Im Jahr 1928 heiratete er Yvonne, geborene Jardry. Das Ehepaar hatte eine Tochter: Fernande, geboren 1938 und verstorben 1983. Ferdinand Rapiteau wurde Soldat de deuxième classe beim 618. Pionierregiment. Er wurde am 22. Juni 1940 in Mortagne in den Vogesen von den Deutschen gefangen genommen, in das Stammlager XIII C bei Hammelburg deportiert und mit der Nummer 74 134 registriert. Ab Juli 1940 musste er für die Deutsche Reichsbahn Zwangsarbeit verrichten. Am 19. Juli 1941 starb er nach einem Unfall, laut einer Untersuchung des Internationalen Komitees vom Roten Kreuz vom 12. November 1941 ereignete sich folgendes: „Der Gefangene erlitt nach einem unglücklichen und bedauernswerten Unfall einen tragischen Tod. Auf dem Weg zur Arbeit wurde er von einem kleinen Kind erschossen, welches mit einer Sportpistole ‚Taubenschießen‘ spielte. Die Kugel durchdrang den Rücken in einer Höhe von 1m 20, verletzte die Lunge und trat auf der Vorderseite des Körpers aus. Die Untersuchung ist noch nicht abgeschlossen.“ Am 21. Juli 1941 wurde er im französischen Sektor des Friedhofs der Stadt Bamberg begraben. Im Jahr 1949 wurde seine Leiche nach Frankreich überführt und in Coux bestattet. Sein Name wurde auf dem Denkmal der Gefallenen von Coux eingraviert. Seine Tochter heiratete zweimal, zuerst Pierre Etienne Lambert (bis 1964), danach Marcel Marcelly. Sie hatte mehrere Kinder mit beiden Ehemännern. Am 29. November 2014 wurde vor dem Bamberger Bahnhof ein Stolperstein zum Gedenken an Ferdinand Rapiteau verlegt. An der Zeremonie nahmen zwei seiner Nachkommen teil. In der Folge wurde auch die Verlegung eines Stolpersteines in Coux organisiert. Der Stolperstein wurde mit Unterstützung der Willy-Aron-Gesellschaft in Bamberg verlegt. Es war der erste Stolperstein Frankreichs. |

### Le Grand-Village-Plage
In Le Grand-Village-Plage wurde ein Stolperstein verlegt.
| Stolperstein | Übersetzung                                                                                                | Verlegeort                | Name, Leben |
| ------------ | --- | ------------------------- | --- |
|              | HIER WOHNTE ADOLPHE BRERET GEB. 1912 KRIEGSGEFANGENER GESTORBEN AN DEN FOLGEN DER HAFT 12.6.1944 OBERNZENN | 3 Boulevard de la Plage · | Adolphe Maurice Breret wurde am 20. Mai 1912 in Saint-Trojan-les-Bains geboren. Er war Soldat beim 618. Pionierregiment und kam in Kriegsgefangenschaft. Am 12. Juni 1944 starb er in Obernzenn. Als Todesursache wurde Lungenentzündung angegeben. |

### Léognan
In Léognan wurden zwei Stolpersteine an einer Adresse verlegt.
| Stolperstein | Übersetzung | Verlegeort | Name, Leben |
| ------------ | --- | ---------- | --- |
|              | HIER WOHNTE MYRIAM VAICBOURDT GEB. 1931 VERHAFTET 12.1.1944 INTERNIERT BORDEAUX, DRANCY DEPORTIERT AUSCHWITZ ERMORDET 8.2.1944       |            | Myriam Vaicbourdt (1931–1944) |
|              | HIER WOHNTE RISCHE VAICBOURDT GEB. ZAPUN 1893 VERHAFTET 12.1.1944 INTERNIERT BORDEAUX, DRANCY DEPORTIERT AUSCHWITZ ERMORDET 8.2.1944 |            | Rische Vaicbourdt geb. Zapun, genannt Rose, wurde am 4. Juli 1893 in Leipzig geboren. Sie wurde am 8. Februar 1944 gemeinsam mit ihrer Tochter Myriam im Vernichtungslager Auschwitz ermordet. |

### Libourne
In der Nacht von 9. auf 10. Januar 1944 wurden in Bordeaux 228 Juden aller Altersgruppen und verschiedener Nationalitäten verhaftet. Verhaftungen und Deportationen hatte es in der Region, auch in Libourne, bereits im Jahr 1943 gegeben. Auch in Libourne wurden am 10. Januar 1944 alle Juden, die in der Stadt verblieben waren, verhaftet. Am 12. Januar 1944 wurden, von Bordeaux aus, insgesamt 317 Personen in das Sammellager Drancy bei Paris deportiert. Die meisten von ihnen wurden nach Auschwitz deportiert und ermordet.
| Stolperstein | Übersetzung | Verlegeort              | Name, Leben |
| ------------ | --- | ----------------------- | --- |
|              | HIER WOHNTE FISCHEL LIPSCHITZ GEBOREN 1895 VERHAFTET 30.12.1943 INTERNIERT IN DRANCY DEPORTIERT AUSCHWITZ ERMORDET 25.1.1944          | 14, rue Victor Hugo ·   | Fischel Lipschitz wurde am 10. Mai 1895 in Kursk, Russland geboren. Er zog nach Frankreich und wurde dort Vater von vier Kindern, alle geboren in Nancy: Marie (1926), Paul (1928), Jacques (1931) und Marcel (1933). Anfang der 1940er Jahre wohnte er mit seinen vier Kindern in der Rue Victor Hugo von Libourne. Fischel Lipschitz und seine Söhne wurden am 30. Dezember 1943 verhaftet, seine Tochter am 10. Januar 1944. Alle wurden im Sammellager Drancy bei Paris interniert. Am 20. Januar 1944 wurde er zusammen mit seinen Söhnen mit dem Konvoi Nr. 66 von Drancy in das Konzentrations- und Vernichtungslager Auschwitz-Birkenau deportiert. Fischel Lipschitz und seine Söhne wurden unmittelbar nach ihrer Ankunft in Auschwitz am 25. Januar 1944 in Gaskammern ermordet. Auf der Mauer der Namen steht auch sein Name. Zwei Wochen später wurde auch seine Tochter, Marie Lipschitz, ermordet, ebenfalls in Auschwitz-Birkenau. |
|              | HIER WOHNTE MARIE LIPSCHITZ GEBOREN 1926 VERHAFTET 10.1.1944 INTERNIERT IN DRANCY DEPORTIERT AUSCHWITZ ERMORDET 8.2.1944              | 14, rue Victor Hugo ·   | Marie Lipschitz wurde am 26. März 1926 in Nancy geboren. Ihr Vater war Fischel Lipschitz. Sie hatte drei jüngere Brüder: Paul (1928), Jacques (1931) und Marcel (1933). Anfang der 1940er Jahre wohnte die Familie in der Rue Victor Hugo von Libourne. Am 30. Dezember 1943 wurden ihr Vater und alle Brüder verhaftet. Marie Lipschitz wurde ebenfalls verhaftet, jedoch erst einige Tage später, am 10. Januar 1944. Die Familie wurde im Sammellager Drancy bei Paris interniert. Am 20. Januar 1944 wurden ihre Brüder und ihr Vater mit dem Konvoi Nr. 66 von Drancy in das Konzentrations- und Vernichtungslager Auschwitz-Birkenau deportiert und dort am 25. Januar 1944 in Gaskammern ermordet. Marie Lipschitz wurde am 3. Februar 1944 mit dem Konvoi No. 67 ebenfalls nach Auschwitz deportiert und dort am 8. Februar 1942 in einer Gaskammer ermordet. Ihr Name findet sich, wie der ihrer anderen ermordeten Familienmitglieder, im Mémorial de la Shoah auf der Mauer der Namen. |
|              | HIER WOHNTE PAUL LIPSCHITZ GEBOREN 1928 VERHAFTET 30.12.1943 INTERNIERT IN DRANCY DEPORTIERT AUSCHWITZ ERMORDET 25.1.1944             | 14, rue Victor Hugo ·   | Paul Lipschitz wurde am 5. Februar 1928 in Nancy geboren. Sein Vater war Fischel Lipschitz. Er hatte drei Geschwister: Marie (1926), Jacques (1931) und Marcel (1933). Anfang der 1940er Jahre wohnte die Familie in der Rue Victor Hugo von Libourne. Am 30. Dezember 1943 wurden die drei Brüder und ihr Vater verhaftet, die Schwester am 10. Januar 1944. Alle wurden im Sammellager Drancy bei Paris interniert. Am 20. Januar 1944 wurden er zusammen mit seinen Brüdern und seinem Vater mit dem Konvoi Nr. 66 von Drancy in das Konzentrations- und Vernichtungslager Auschwitz-Birkenau deportiert. Paul Lipschitz wurde dort unmittelbar nach seiner Ankunft am 25. Januar 1944 zusammen mit seinen Brüdern und seinem Vater in einer Gaskammer ermordet. Sein Name befindet sich, wie der seiner anderen ermordeten Familienmitglieder, im Mémorial de la Shoah auf der Mauer der Namen. Zwei Wochen später wurde auch seine Schwester in einer Gaskammer in Auschwitz-Birkenau ermordet. |
|              | HIER WOHNTE JACQUES LIPSCHITZ GEBOREN 1931 VERHAFTET 30.12.1943 INTERNIERT IN DRANCY DEPORTIERT AUSCHWITZ ERMORDET 25.1.1944          | 14, rue Victor Hugo ·   | Jacques Lipschitz wurde am 30. November 1931 in Nancy geboren. Sein Vater war Fischel Lipschitz. Er hatte drei Geschwister: Marie (1926), Paul (1928) und Marcel (1933). Anfang der 1940er Jahre wohnte die Familie in der Rue Victor Hugo von Libourne. Am 30. Dezember 1943 wurde er zusammen mit seinem Vater verhaftet, seine Schwester am 10. Januar 1944. Alle wurden im Sammellager Drancy bei Paris interniert. Am 20. Januar 1944 wurden er, sein Vater und seine Brüder mit dem Konvoi Nr. 66 von Drancy in das Konzentrations- und Vernichtungslager Auschwitz-Birkenau deportiert. Jacques Lipschitz wurde gemeinsam mit seinen Brüdern und seinem Vater unmittelbar nach seiner Ankunft in Auschwitz am 25. Januar 1944 vom NS-Regime in einer Gaskammer ermordet. Sein Name befindet sich, wie der seiner anderen ermordeten Familienmitglieder, im Mémorial de la Shoah auf der Mauer der Namen. Zwei Wochen später wurde auch seine Schwester in einer Gaskammer in Auschwitz-Birkenau ermordet. |
|              | HIER WOHNTE MARCEL LIPSCHITZ GEBOREN 1933 VERHAFTET 30.12.1943 INTERNIERT IN DRANCY DEPORTIERT AUSCHWITZ ERMORDET 25.1.1944           | 14, rue Victor Hugo ·   | Marcel Lipschitz wurde am 16. März 1933 in Nancy geboren. Sein Vater war Fischel Lipschitz. Er hatte drei Geschwister: Marie (1926), Paul (1928) und Jacques (1931). Anfang der 1940er Jahre wohnte die Familie in der Rue Victor Hugo von Libourne. Am 30. Dezember 1943 wurde er zusammen mit seinem Vater verhaftet, seine Schwester am 10. Januar 1944. Alle wurden im Sammellager Drancy bei Paris interniert. Am 20. Januar 1944 wurden er, sein Vater und seine Brüder mit dem Konvoi Nr. 66 von Drancy in das Konzentrations- und Vernichtungslager Auschwitz-Birkenau deportiert. Marcel Lipschitz wurde gemeinsam mit seinen Brüdern und seinem Vater unmittelbar nach seiner Ankunft in Auschwitz am 25. Januar 1944 vom NS-Regime in einer Gaskammer ermordet. Sein Name befindet sich, wie der seiner anderen ermordeten Familienmitglieder, im Mémorial de la Shoah auf der Mauer der Namen. Zwei Wochen später wurde auch seine Schwester in einer Gaskammer in Auschwitz-Birkenau ermordet. |
|              | HIER WOHNTE JACOB EDMOND MOREAU GEBOREN 1881 VERHAFTET 10.1.1944 INTERNIERT IN DRANCY DEPORTIERT AUSCHWITZ ERMORDET 8.2.1944          | 51, rue des Bordes ·    | Jacob Edmond Moreau wurde am 14. September 1881 in Bordeaux geboren. Er war Kaufmann und verheiratet mit Estelle Judith, geborene Torres. Jacob Moreau und seine Frau wurden am 10. Januar 1944 verhaftet und im Sammellager Drancy bei Paris interniert. Von dort aus wurden beide mit dem Konvoi Nr. 67 am 3. Februar 1944 in das Konzentrations- und Vernichtungslager Auschwitz deportiert. Jacob Edmond Moreau und seine Frau wurden am 8. Februar 1944 vom NS-Regime ermordet. |
|              | HIER WOHNTE ESTELLE JUDITH MOREAU-TORRES GEBOREN 1880 VERHAFTET 10.1.1944 INTERNIERT IN DRANCY DEPORTIERT AUSCHWITZ ERMORDET 8.2.1944 | 51, rue des Bordes ·    | Estelle Judith Moreau-Torres wurde am 15. Juli 1880 in Cavignac geboren. Ihre Eltern waren Daniel Torres und Berthe Alvarez. Sie hatte eine Schwester, Esther Emma Torres (geboren 1878). Estelle Torres war Kauffrau und in ihrer letzten Ehe verheiratet mit Jacques Edmond Moreau. Sie und ihr Mann wurden am 10. Januar 1944 verhaftet und im Sammellager Drancy bei Paris interniert. Von dort aus wurden beide mit dem Konvoi Nr. 67 am 3. Februar 1944 in das Konzentrations- und Vernichtungslager Auschwitz deportiert. Estelle Judith Moreau-Torres und ihr Mann wurden am 8. Februar 1944 vom NS-Regime ermordet. |
|              | HIER WOHNTE CAMILLE TORRES-SONENDAL GEBOREN 1887 VERHAFTET 10.1.1944 INTERNIERT IN DRANCY DEPORTIERT AUSCHWITZ ERMORDET 8.2.1944      | 35, rue Giraud ·        | Camille Torres-Sonendal, geborene Sonendal, wurde am 13. März 1887 in Bordeaux geboren. Ihre Mutter war Blanche, geborene Samson. Sie war Kauffrau und verheiratet mit David Torres. Das Paar hatte zumindest eine Tochter, Gilberte, und zwei Enkeltöchter, Blanche und Josette. Am 10. Januar 1944 wurden Camille Torrès-Sonendal, ihre Tochter und ihre Enkeltöchter, damals 11 bzw. 4 Jahre alt, von deutschen Soldaten verhaftet. Der Vater der zwei Mädchen, Roger Daguet, Nicht-Jude, kämpfte für die Freilassung seiner Familie. Er legte die Taufzeugnisse seiner Töchter vor, die daraufhin aus der Haft entlassen wurden. Mutter und Großmutter hingegen mussten, weil sie sogenannte Volljüdinnen waren, in Haft bleiben und wurden in das Sammellager Drancy bei Paris deportiert. Camille Torrès-Sonendal wurde am 3. Februar 1944 mit dem Konvoi No. 67 von Drancy in das Konzentrations- und Vernichtungslager Auschwitz deportiert. Camille Torres-Sonendal wurde am 8. Februar 1944 ermordet. Myriam Errera, eine Verwandte, wurde ebenfalls mit dem Konvoi No. 67 nach Auschwitz deportiert und dort ermordet. Gilberte Daguet konnte überleben, ihr gelang die Flucht aus dem Lager. Sie wurde in das Hôpital Rothschild im 12. Pariser Arrondissement transferiert, wo sie bis zur Befreiung der Stadt im August 1944 blieb. |
|              | HIER WOHNTE CAMILLE FRANÇOIS VENAYRE GEBOREN 1905 WIDERSTANDSKÄMPFER VERHAFTET 9.11.1943 DEPORTIERT 1944 BUCHENWALD TOT 23.4.1944     | 65, avenue Clemenceau · | Camille Venayre wurde am 11. Juli 1905 in Saint-Martial-d’Albarède geboren. Er war Widerstandskämpfer. Er wurde am 9. November 1943 verhaftet und zuerst in das KZ Dora-Mittelbau, dann in das KZ Buchenwald deportiert. Er musste Zwangsarbeit in einer Baubrigade verrichten. Camille Francois Venayre kam am 23. April 1944 in Buchenwald ums Leben. In Libourne ist eine Straße nach ihm benannt, die Rue François Venayre. |

### Loudun
Acht Stolpersteine.

### Montmorillon
In Montmorillon wurden acht Stolpersteine verlegt.
| Stolperstein | Übersetzung | Verlegeort                          | Name, Leben                                     |
| ------------ | --- | ----------------------------------- | ----------------------------------------------- |
|              | HIER WOHNTE GILBERT AUBOYER GEBOREN 1905 VERHAFTET 10.7.1944 INTERNIERT POITIERS, COMPIEGNE DEPORTIERT 1944 BUCHENWALD TODESMARSCH ERMORDET 7.5.1945 ANSPRUNG      | 2, Rue Gilbert Auboyer Montmorillon | Gilbert Auboyer (1920–1945)                     |
|              | HIER WOHNTE GASTON BERGERON GEBOREN 1909 VERHAFTET 7.12.1943 INTERNIERT TOURS, ANGERS, COMPIEGNE DEPORTIERT 194x BUCHENWALD, DORA BEFREIT BERGEN-BELSEN            | 12, Rue d'Ypres Montmorillon        | Gaston Bergeron (1909–1997)                     |
|              | HIER WOHNTE RAYMONDE BOISNAULT GEB. SIXOIS LAFLAMME 1902 VERHAFTET 19.2.1944 INTERNIERT ANGERS, ROMAINVILLE DEPORTIERT 1944 AACHEN, RAVENSBRÜCK BEFREIT MAUTHAUSEN | 1, Avenue Victor Hugo Montmorillon  | Raymonde Boisnault geb. Sixois-Laflamme (1902–) |
|              | HIER WOHNTE ALEXANDRE DALLAIS GEBOREN 1915 VERHAFTET 19.10.1942 INTERNIERT FRESNES, SURESNES DEPORTIERT 1944 FÜSILIERT 22.2.1943 MONT-VALERIEN                     | 1, Avenue Victor Hugo Montmorillon  | Alexandre Dallais (1915–1943)                   |
|              | | Place du Vieux Marché Montmorillon  | René Michon (1921–2003)                         |
|              | HIER WOHNTE CHARLES ROCHER GEBOREN 1915 VERHAFTET 15.10.1943 INTERNIERT ORLEANS, COMPIEGNE DEPORTIERT 1943 BUCHENWALD - OHRDRUF ERMORDET 19.3.1945 BERGEN-BELSEN   | 2, Rue Puits Cornet Montmorillon    | Charles Rocher (1915–1945)                      |
|              | | 2 Rue Puits Cornet Montmorillon     | Claudine Rocher, geborene Bonatre               |
|              | HIER WOHNTE HENRI ROCHER GEBOREN 1920 VERHAFTET MÄRZ 1943 ZWANGSARBEIT BRIEG TOT 31.12.1944 LOSIOW                                                                 | 2 Rue Puits Cornet Montmorillon     | Henri Rocher (1920–1945)                        |
|              | | 2 Rue Puits Cornet Montmorillon     | Madeleine Rocher                                |
|              | HIER WOHNTE FISZEL SAWCZYCKI GEBOREN 1905 INTERNIERT NEXON, GURS DEPORTIERT 1943 SOBIBOR ERMORDET 9.3.1943 MAJDANEK                                                | Place du Vieux Marché Montmorillon  | Fiszel Sawczycki (1905–1943)                    |

## Verlegedaten
Die Stolpersteine in der Region wurden von Gunter Demnig an folgenden Tagen verlegt:
- 24. August 2015: Cartelègue, Coux, La Brède (Place du Devoir de Mémoire)
- 25. August 2015: Le Grand-Village-Plage
- 6. April 2017: Bordeaux
- 7. April 2017: Bègles[9]
- 27. und 28. April 2019: Libourne[46]
- 25. Juni 2021: Léognan
- 29. September 2022: Bordeaux[47]
- 20. Oktober 2022: Bordeaux (13 impasse Forestier; 5, rue Louis Mie)
- 22. November 2022: Bordeaux (48 Rue Ausone)
- 10. Januar 2024: Bordeaux (60 Rue de la Rouselle)
- 10. März 2024: La Brède
- 11. März 2024:  Bordeaux (28 rue des Etuves)
- 30. Mai 2024: Bordeaux (29 rue Emile Fourcand)
- 20. April 2024: Loudun
- 19. Mai 2024: Montmorillon